# شيلديبيرت الرابع
شيلديبيرت الرابع هو ملك الفرنجة من عام 695 إلى عام 711، وذلك بعد كلوفيس الرابع